# سیارک ۱۷۹۶۲
سیارک ۱۷۹۶۲ (به انگلیسی: 17962 Andrewherron، نامگذاری:1999JD37) هفده هزار و نهصد و شصت و دومین سیارک کشف شده‌است که در ۱۰ مه ۱۹۹۹ کشف شد.
قدر مطلق سیارک برابر ۱۴.۱ است.